# Aschrafiyya

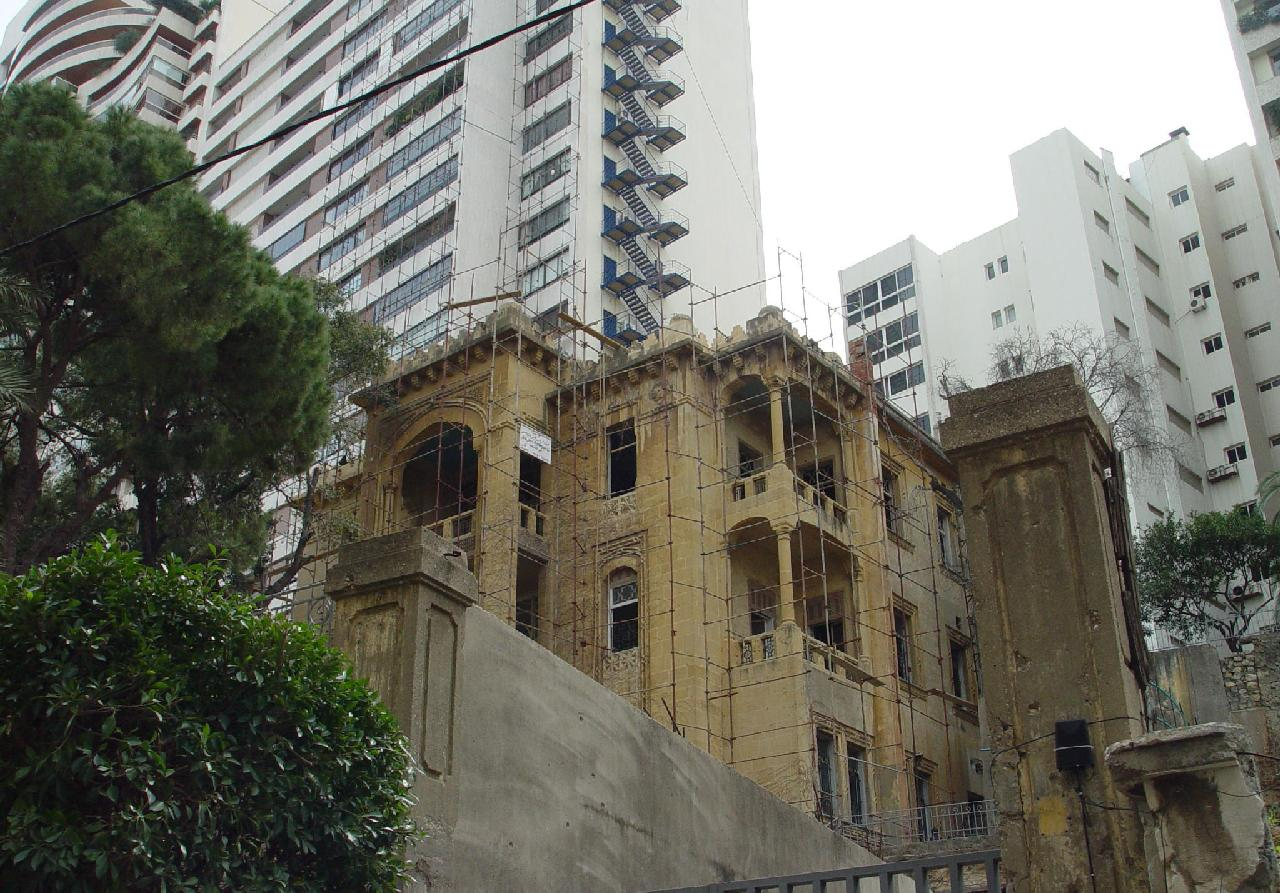
Verdichtete Neubebauung nach Abbruch der alten Bausubstanz, dazwischen ein Sanierungsobjekt im neoosmanischen Stil aus dem Anfang des 20. Jahrhunderts. Solche, oft ruinösen Gebäude werden im Innern vollständig entkernt und neu aufgebaut. Die verbleibende Fassade wird aufwendig saniert.

Aschrafiyya (arabisch الأشرفية, DMG al-Ašrafiyya), auch Achrafieh, ist ein Bezirk der libanesischen Hauptstadt Beirut. Er liegt im Osten der Stadt. Die Einwohner sind hauptsächlich Christen.

## Überblick
Aschrafiyya gilt als wohlhabender Bezirk. Er ist nach König Al-Ashraf Kalil (gestorben 1293) benannt. Im 19. Jahrhundert errichteten auf dem Hügel erste Familien ihre Sommerhäuser auf diesem mit zahlreichen für die Seidenraupenzucht benötigten Maulbeerbäumen bepflanzten Land. Zunehmend zog das christliche Bürgertum zu. Der Schriftsteller Elias Khoury wuchs hier auf und beschrieb den Hügel im Roman Ad-djebel as-saghir (1977, dt. Der kleine Berg).
Heute ist Aschrafiyya in neun Stadtteile gegliedert (Sektoren 61 bis 69). Zu den bekanntesten gehören der gleichnamige Stadtteil Aschrafiyya (Sektor 63), Hotel-Dieu (Sektor 64), Mar Mitr (Sektor 65) und Palais de Justice (Sektor 66).
Das Wohn- und Geschäftsviertel auf einem Hügel südlich des Hafens ist von relativ engen und teils gewundenen Straßen durchzogen. Hier liegen der Sassine-Platz (Place Sassine), die maronitische Schule und Universität La Sagesse, der Sitz des Erzbischofs, die Université Saint-Joseph mit der zugehörigen Klinik Hôtel-Dieu de France und zahlreiche Restaurants und Läden der gehobenen Preisklasse.
Im Jahre 2009 wurde beschlossen, mit dem Sama Beirut ein weiteres Hochhaus in dem Bezirk zu errichten. Mit 195 Metern ist es seit seiner Fertigstellung im Jahr 2017 das höchste Gebäude Libanons.
Am 19. Oktober 2012 explodierte eine Autobombe am belebten Sassine-Platz vor der al-Farah-Bibliothek. Bei dem Attentat starben vermutlich acht Menschen und mindestens 78 wurden verletzt. Unter den Toten war Wissam al-Hassan, der Leiter des libanesischen Polizeigeheimdienstes.

## Söhne und Töchter des Bezirks
- May Skaf (1969–2018), libanesisch-syrische Film- und Fernsehschauspielerin, Comedian und Aktivistin